# USS Billfish (SS-286)
USS Billfish (SS-286/AGSS-286) là một  tàu ngầm lớp Balao từng phục vụ cùng Hải quân Hoa Kỳ trong Chiến tranh Thế giới thứ hai. Nó là chiếc tàu chiến đầu tiên của Hải quân Hoa Kỳ được đặt cái tên này, theo tên chung của nhiều loài trong bộ Cá láng và họ Cá cờ. Nó đã phục vụ trong suốt Thế Chiến II, thực hiện tổng cộng tám chuyến tuần tra, đánh chìm ba tàu Nhật Bản với tổng tải trọng 4.332 tấn, rồi được cho ngừng hoạt động sau khi xung đột chấm dứt vào năm 1946. Sau khi phục vụ trong thành phần dự bị như một tàu huấn luyện, con tàu được xếp lại lớp như một tàu ngầm phụ trợ AGSS-286 vào năm 1962, rồi cuối cùng bị bán để tháo dỡ vào năm 1971. Billfish được tặng thưởng bảy Ngôi sao Chiến trận do thành tích phục vụ trong Thế Chiến II.

## Thiết kế và chế tạo
Thiết kế của lớp Balao được cải tiến dựa trên  tàu ngầm lớp Gato dẫn trước, là một kiểu tàu ngầm hạm đội có tốc độ trên mặt nước cao, tầm hoạt động xa và vũ khí mạnh để tháp tùng hạm đội chiến trận. Khác biệt chính so với lớp Gato là ở cấu trúc lườn chịu áp lực bên trong dày hơn, và sử dụng thép có độ đàn hồi cao (HTS: High-Tensile Steel), cho phép lặn sâu hơn đến 400 ft (120 m). Con tàu dài 311 ft 9 in (95,02 m) và có trọng lượng choán nước 1.526 tấn Anh (1.550 t) khi nổi và 2.424 tấn Anh (2.463 t) khi lặn. Chúng trang bị động cơ diesel dẫn động máy phát điện để cung cấp điện năng cho bốn động cơ điện, đạt được công suất 5.400 shp (4.000 kW) khi nổi và 2.740 shp (2.040 kW) khi lặn, cho phép đạt tốc độ tối đa 20,25 hải lý trên giờ (37,50 km/h) và 8,75 hải lý trên giờ (16,21 km/h) tương ứng. Tầm xa hoạt động là 11.000 hải lý (20.000 km) khi đi trên mặt nước ở tốc độ 10 hải lý trên giờ (19 km/h) và có thể hoạt động kéo dài đến 75 ngày.
Tương tự như lớp Gato dẫn trước, lớp Balao được trang bị mười ống phóng ngư lôi 21 in (530 mm), gồm sáu ống trước mũi và bốn ống phía phía đuôi tàu, chúng mang theo tối đa 24 quả ngư lôi. Vũ khí trên boong tàu gồm một hải pháo 4 inch/50 caliber, một khẩu pháo phòng không Bofors 40 mm nòng đơn và một khẩu đội Oerlikon 20 mm nòng đôi, kèm theo hai súng máy .50 caliber. Trên tháp chỉ huy, ngoài hai kính tiềm vọng, nó còn trang bị ăn-ten radar SD phòng không và SJ dò tìm mặt biển. Tiện nghi cho thủy thủ đoàn bao gồm điều hòa không khí, thực phẩm trữ lạnh, máy lọc nước, máy giặt và giường ngủ cho hầu hết mọi người, giúp họ chịu đựng cái nóng nhiệt đới tại Thái Bình Dương cùng những chuyến tuần tra kéo dài đến hai tháng rưỡi.
Billfish được đặt lườn tại Xưởng hải quân Portsmouth ở Kittery, Maine vào ngày 23 tháng 7, 1942. Nó được hạ thủy vào ngày 12 tháng 11, 1942, được đỡ đầu bởi bà Lewis Parks, và được cho nhập biên chế cùng Hải quân Hoa Kỳ vào ngày 20 tháng 4, 1943 dưới quyền chỉ huy của Hạm trưởng, Thiếu tá Hải quân Frederic Colby Lucas, Jr.

## Lịch sử hoạt động

### 1943
Sau khi hoàn tất việc chạy thử máy huấn luyện tại các vùng biển ngoài khơi New London, Connecticut và Newport, Rhode Island, Billfish chuẩn bị để được điều động sang khu vực Mặt trận Thái Bình Dương. Nó khởi hành từ Căn cứ Tàu ngầm Hải quân New London, băng qua kênh đào Panama và đi đến Brisbane, Australia vào ngày 1 tháng 8, 1943.

#### Chuyến tuần tra thứ nhất
Khởi hành từ Brisbane vào ngày 12 tháng 8 cho chuyến tuần tra đầu tiên, Billfish đi ngang qua Darwin, Australia để đi đến khu vực Đông Ấn thuộc Hà Lan. Lúc sau nữa đêm ngày 29 tháng 8, nó truy đuổi một tàu chở dầu không được hộ tống gần eo biển Balobac, nhưng mục tiêu chạy zig-zag ra khỏi tầm nhìn. Đến chiều tối hôm đó, nó phóng một loạt ngư lôi vào một mục tiêu khác, nhưng các quả ngư lôi đi bên dưới con tàu. Đến sáng ngày 8 tháng 9, nó phát hiện một đoàn năm tàu buôn đang di chuyển dọc bờ biển Đông Dương thuộc Pháp, truy đuổi chúng cho đến xế chiêu rồi phóng một loạt ngư lôi tấn công, ghi nhận được một vụ nổ. Chiếc tàu ngầm phải lặn xuống để né tránh phản công bằng mìn sâu từ tàu hộ tống đối phương, nên không thể đánh giá kết quả. Đến sáng sớm ngày 25 tháng 9, nó trông thấy một đoàn năm tàu buôn đối phương, nhưng không thể đi đến vị trí tấn công; dù sao nó cũng chuyển thông tin đến Bowfin (SS-287), và chiếc tàu ngầm chị em đã đánh chìm được tàu chở hành khách Kirishima Maru (8.120 tấn). Không bắt gặp mục tiêu nào khác, Billfish quay trở về Fremantle vào ngày 10 tháng 10 để được tái trang bị.

#### Chuyến tuần tra thứ hai
Trong chuyến tuần tra thứ hai từ ngày 1 tháng 11 đến ngày 24 tháng 12, Billfish hướng đến khu vực Đông Ấn thuộc Hà Lan, và vùng biển phía Bắc Borneo để đi đến vùng bờ biển Đông Dương thuộc Pháp. Trong eo biển Makassar vào ngày 11 tháng 11, một tàu khu trục Nhật Bản đã tấn công bằng mìn sâu và gây hư hại nặng cho Billfish, khiến nó chìm xuống đến độ sâu 650 foot (200 m), gần gấp đôi khả năng lặn thông thường. Đại úy Hải quân Charles W. Rush đã khéo léo di chuyển lui con tàu ngược hướng vệt dầu bị rò rỉ để đánh lừa đối phương, và cuối cùng thoát khỏi đợt truy đuổi kéo dài 12 giờ. Trồi lên mặt nước bốn giờ sau đó, dưới sự che chở của bóng đêm, chiếc tàu ngầm nạp lại điện cho ăc quy và tiến hành sửa chữa để có thể tiếp tục chuyến tuần tra.
Sau khi đi đến khu vực biển Đông vào ngày 16 tháng 11, Billfish hoạt động phối hợp cùng Bowfin. Lúc sáng sớm ngày 28 tháng 11, họ phát hiện một đoàn năm tàu buôn đối phương, và trong cuộc tấn công sau đó Bowfin đã đánh chìm hai chiếc và gây hư hại cho một chiếc thứ ba. Ít lâu sau đó, Bowfin hết ngư lôi và buộc phải rút lui, trong khi Billfish tiếp tục tấn công với bốn quả ngư lôi phía đuôi nhắm vào một mục tiêu còn nổi trên mặt nước. Nó ghi nhận các vụ nổ, nhưng không thể xác nhận kết quả của đợt tấn công. Trên đường quay trở về Australia một tuần sau đó, nó chịu đựng một đợt tấn công với 15 quả mìn sâu trong biển Celebes, nhưng không bị hư hại và về đến Fremantle an toàn.

### 1944

#### Chuyến tuần tra thứ ba
Sau khi được tái trang bị cho đến ngày 19 tháng 1, 1944, Billfish lên đường cho chuyến tuần tra thứ ba tại khu vực biển Đông. Nó băng qua eo biển Sibutu vào chiều tối ngày 1 tháng 2, và đến trước nữa đêm đã bắn hải pháo nhắm vào hai tàu vận tải nhỏ, bắn cháy một chiếc và gây hư hại cho chiếc thứ hai. Đến ngày 13 tháng 2, nó bất ngờ bị một tàu đối phương tấn công trên mặt nước bằng hải pháo 4,7 inch (120 mm), buộc chiếc tàu ngầm phải lặn khẩn cấp, rồi tiếp tục chịu đựng mìn sâu thả xuống, nhưng nó thoát được an toàn. Sau cuộc đụng độ với một đoàn tàu khác vào ngày 1 tháng 3, nó kết thúc chuyến tuần tra khi quay trở về Fremantle vào ngày 24 tháng 3.

#### Chuyến tuần tra thứ tư
Trong chuyến tuần tra thứ tư từ ngày 18 tháng 4 đến ngày 13 tháng 6, Billfish chuyển sang tuần tra tại vùng biển các quần đảo Mariana và Caroline. Vào ngày 2 tháng 5, nó tiếp cận một tàu chở hàng được một tàu khu trục và một tàu quét mìn hộ tống, nhưng đối phương bất ngờ đổi hướng khiến nó không kịp tấn công. Đến ngày 21 tháng 5, nó bắt gặp một đoàn bốn tàu buôn được nhiều tàu săn ngầm hộ tống, và bắn một loạt sáu quả ngư lôi vào hai mục tiêu lớn nhất, trúng đích bốn quả và đánh chìm một tàu buôn và gây hư hại cho một chiếc khác trước khi lặn xuống né tránh phản công. Tuy nhiên thành tích này không được công nhận sau khi truy cứu tài liệu của đối phương sau chiến tranh. Sang ngày hôm sau, nó tìm thấy một tàu ngầm đối phương di chuyển trên mặt nước, và truy đuổi suốt sáu giờ trước khi phóng một loạt bốn quả ngư lôi, nhưng đều trượt do đối phương bất ngờ đổi hướng. Billfish lại bắt gặp một tàu ngầm khác vào ngày 26 tháng 5, nhưng không thể đi đến vị trí tấn công thuận tiện. Sau khi chịu đựng hai đợt không kích, nó lên đường vào ngày 5 tháng 6 để quay trở về căn cứ Trân Châu Cảng tại quần đảo Hawaii.

#### Chuyến tuần tra thứ năm
Sau một đợt đại tu vội vã, Billfish đón lên tàu Trung tá Hải quân Stanley P. Moseley, chỉ huy một đội tấn công phối hợp ("Bầy sói") vốn còn bao gồm các tàu ngầm Greenling (SS-213) và Sailfish (SS-192). Lực lượng khởi hành từ Trân Châu Cảng để hướng sang eo biển Luzon ngang qua Midway. Sau khi Sailfish báo cáo phát hiện một đoàn tàu vận tải vào ngày 7 tháng 8, Billfish phóng một loạt bốn quả ngư lôi tấn công một tàu chở hàng dài 300 ft (91 m) từ khoảng cách 2.000 yd (1.800 m), tuy nhiên con tàu đối phương đã trông thấy các quả ngư lôi và cơ động né tránh. Một tàu hộ tống đã thả mìn sâu phản công, buộc chiếc tàu ngầm phải lặn sâu nên không còn cơ hội tiếp cận mục tiêu. Sau đó trong chuyến tuần tra, nhiều máy bay đối phương đã tấn công chiếc tàu ngầm, nhưng nó thoát được mà không bị hư hại. Trong nhiều tuần, nó đã tìm kiếm tàu bè đối phương, rồi rời khu vực tuần tra vào đầu tháng 9 và đi ngang qua Saipan để đến đảo san hô Majuro thuộc quần đảo Marshall, đến nơi vào ngày 13 tháng 9.

#### Chuyến tuần tra thứ sáu
Sau khi được tái trang bị tại căn cứ tàu ngầm tiền phương vừa mới thành lập trên đảo Majuro, Billfish lên đường vào ngày 6 tháng 10 để hướng đến khu vực quần đảo Volcano, nơi nó làm nhiệm vụ tìm kiếm và giải cứu hỗ trợ các phi vụ ném bom xuống chính quốc Nhật Bản, do máy bay Boeing B-29 Superfortress đặt căn cứ tại quần đảo Mariana thực hiện. Đến ngày 21 tháng 10, nó chuyển đến tuần tra tại khu vực quần đảo Ryukyu, nơi nó phát hiện một đoàn tàu mười chiếc trong đêm 4 và 5 tháng 11; tuy nhiên địa hình nước nông đã ngăn trở chiếc tàu ngầm có thể tiếp cận để tấn công. Đến rạng sáng ngày 7 tháng 11, nó lại phát hiện một đoàn năm tàu buôn được bốn tàu hộ tống bảo vệ, và theo dõi chúng cho đến 22 giờ 00, khi nó phóng ba quả ngư lôi phía mũi và đánh trúng hai tàu. Chiếc tàu ngầm quay đầu và phóng tiếp bốn quả ngư lôi về phía mục tiêu, trúng đích được hai quả vào mục tiêu lớn nhất. Các tàu hộ tống phản công quyết liệt bằng mìn sâu, buộc Billfish phải lặn sâu hầu như ở mức tối đa để né tránh, vì vậy nó không thể xác định kết quả của cuộc tấn công. Ghi chép của phía Nhật Bản thu được sau chiến tranh cho biết không có tàu nào bị đánh chìm trong vụ này, nhưng ít nhất một chiếc trong đoàn tàu đã bị hư hại nặng.
Sau đó vào ban đêm Billfish lại phóng bốn quả ngư lôi nhắm vào một tàu hai cột buồm tải trọng khoảng 2.500-3.000 tấn; tuy nhiên đối phương chống trả bằng súng máy và thoát đi mà không bị hư hại gì. Năm ngày sau đó, chiếc tàu ngầm dùng hải pháo đánh chìm một tàu buồm 40 tấn chạy động cơ diesel. Nó kết thúc chuyến tuần tra khi về đến Trân Châu Cảng vào ngày 27 tháng 11, rồi lên đường bốn ngày sau đó để quay trở về vùng bờ Tây, đi đến San Francisco vào ngày 9 tháng 12, nơi nó được đại tu.

### 1945

#### Chuyến tuần tra thứ bảy
Sau khi hoàn tất việc sửa chữa, Billfish rời vịnh San Francisco vào ngày 12 tháng 3, 1945 để đi Trân Châu Cảng. Sau đợt huấn luyện ôn tập, nó khởi hành hướng sang khu vực Tây Thái Bình Dương, đi ngang qua khu vực Mariana để đến biển Hoa Đông, nơi nó làm nhiệm vụ tìm kiếm và giải cứu hỗ trợ các phi vụ ném bom của máy bay B-29 xuống đảo Honshu. Sau đó nó chuyển sang khu vực eo biển Tsushima, nơi vào ngày 26 tháng 5, một quả ngư lôi phóng trúng đích đã đánh chìm tàu chở hàng Kotobuki Maru Số 7 (991 tấn), tại tọa độ 33°18′B 129°20′Đ / 33,3°B 129,333°Đ. Hai ngày sau đó, nó phóng ngư lôi tấn công một tàu hàng ven biển nhỏ, nhưng không thành công. Đến ngày 4 tháng 6, trong biển Hoàng Hải, hai quả ngư lôi phóng trúng đích đã đánh chìm chiếc tàu chở hàng Taiu Maru (2.220 tấn) tại vị trí cách một dặm ngoài khơi Triều Tiên, ở tọa độ 38°32′B 124°45′Đ / 38,533°B 124,75°Đ.
Ít lâu sau đó, Billfish trồi lên mặt nước và dùng hải pháo phá hủy ba tàu hơi nước ven biển đối phương; tuy nhiên hỏa lực nhẹ bắn trả từ tàu đối phương đã khiến một thủy thủ tử trận và một người khác bị thương. Đến trưa ngày 5 tháng 5 nó phóng một loạt bốn quả ngư lôi nhắm vào một tàu buôn, nhưng mục tiêu đã kịp cơ động né tránh toàn bộ. Khi chiếc tàu ngầm rời khu vực tuần tra, một máy bay đối phương đã bổ nhào và ném hai quả bom xuống gần tàu, gây rung động mạnh con tàu nhưng không có hư hại gì nghiêm trọng. Nó kết thúc chuyến tuần tra khi về đến Midway vào ngày 17 tháng 6.

#### Chuyến tuần tra thứ tám
Khởi hành vào ngày 12 tháng 7 cho chuyến tuần tra cuối cùng trong chiến tranh, Billfish quay lại vùng biển nhà Nhật Bản. Mục tiêu tàu nổi giờ đây đã trở nên hiếm hoi, nên nó chỉ đánh chìm thêm hai chiếc trước khi chiến tranh kết thúc. Vào ngày 5 tháng 8, gần bờ biển Mãn Châu, một loạt ba quả ngư lôi đã đánh chìm chiếc tàu chở hàng Kori Maru (1.091 tấn) tại tọa độ 38°51′B 121°39′Đ / 38,85°B 121,65°Đ. Hai ngày sau đó hầu như tại cùng địa điểm trên, nó đánh chìm một tàu chở hàng nhỏ với một quả ngư lôi, rồi lặn xuống lẫn tránh các tàu hộ tống tại vùng nước khá nông. Đang khi di chuyển trên mặt nước vào đêm đó, nó va chạm và đánh chìm một tàu đánh cá nhỏ. Sau đó chiếc tàu ngầm làm nhiệm vụ tìm kiếm và giải cứu ngoài khơi Kyūshū, hỗ trợ các cuộc không kích của lực lượng Đồng Minh, và vẫn đang làm nhiệm vụ này khi Nhật Bản chấp nhận đầu hàng vào ngày 15 tháng 8, giúp chấm dứt vĩnh viễn cuộc xung đột. Nó kết thúc chuyến tuần tra khi về đến Trân Châu Cảng vào ngày 27 tháng 8.
Được điều sang vùng bờ Đông Hoa Kỳ, Billfish băng qua kênh đào Panama và đi đến New Orleans, Louisiana vào ngày 19 tháng 9. Chiếc tàu ngầm thực hành huấn luyện trong vịnh Mexico và vùng kênh đào Panama lân cận, rồi quay về New London, Connecticut vào mùa Xuân năm 1946 và đi đến Xưởng hải quân Portsmouth vào tháng 6 để chuẩn bị ngừng hoạt động. Billfish được cho xuất biên chế tại New London vào ngày 1 tháng 12, 1946,

### 1946 - 1968
Đang khi trong thành phần dự bị, từ ngày 1 tháng 1, 1960 đến ngày 1 tháng 4, 1968, Billfish đã phục vụ như tàu huấn luyện cho Hải quân Dự bị Hoa Kỳ tại Quân khu Hải quân 1, Boston, Massachusetts. Cũng trong giai đoạn này, nó được xếp lại lớp như một tàu ngầm phụ trợ với ký hiệu lườn mới AGSS-286 vào ngày 1 tháng 12, 1962. Tên nó được cho rút khỏi danh sách Đăng bạ Hải quân vào ngày 1 tháng 4, 1968, và con tàu bị bán để tháo dỡ vào năm 1971.

## Phần thưởng
Billfish được tặng thưởng bảy Ngôi sao Chiến trận do thành tích phục vụ trong Thế Chiến II. Nó được ghi công đã đánh chìm ba tàu Nhật Bản với tổng tải trọng 4.302 tấn.
|  |                                         |  |
|  | Silver star · Bronze star · Bronze star |  |

| Dãi băng Hoạt động Tác chiến  |                                                                         |                                      |
| Huân chương Chiến dịch Hoa Kỳ | Huân chương Chiến dịch Châu Á-Thái Bình Dương với 7 Ngôi sao Chiến trận | Huân chương Chiến thắng Thế Chiến II |